# 性愛艾曼妞
《性愛艾曼妞》（直译：艾曼妞与最后的食人族）是一部1977年意大利性剝削食人族電影，由喬·達馬托執導。影片講述了攝影記者艾曼妞（蘿拉·耿瑟飾）在精神病院遇到了一名身上有亞馬遜部落紋身的食人婦女。兩人與馬克·萊斯特教授（蓋布爾·亭蒂飾）一起，率領團隊前往亞馬遜，尋找這個早已被認為滅絕的部落的源頭，这个部落至今仍在實行同類相食。
這部電影是属于黑人艾曼紐系列的一部作品，以食人族電影的元素為特色，这种食人族電影在《食人族殘酷世界》（1977）上映後剛剛流行起來。達馬託在接受采訪時稱其為“合理的商業成功，尤其是在國外”。

## 剧情
在紐約市的一家精神病院，攝影記者艾曼妞（蘿拉·耿瑟飾）了解到有一個女孩是在亞馬遜雨林中被找到的。艾曼妞發現她似乎是由阿皮亞卡人撫養長大的。阿皮亞卡是一個被認為已經消失的食人部落。她聯繫了美國自然史博物館策展人馬克·萊斯特教授（蓋布爾·亭蒂飾），並說服他和她一起去亞馬遜。
抵達亞馬遜後，探险組織者的女兒伊莎貝爾·威爾克斯（蒙妮卡·贊基飾）和修女安杰拉（安娜瑪麗亞·克萊門蒂飾）加入了他們的行列。安杰拉正要到上游去參加一項任務。艾曼妞被蛇襲擊，被獵人唐納德·麥肯齊（唐納德·奧布賴恩飾）救出，麥肯齊與他的妻子瑪吉（妮芙思·納瓦羅飾）和他們的嚮導薩爾瓦托雷（珀西·霍根飾）一起加入了他们，並通知修女安杰拉她的修女院遭到襲擊，沒有倖存者，他們認為是袭击者是食人族。
一行人繼續進入叢林，殊不知被躲藏起來的原住民監視著。他們在一根木樁上發現了一個被砍下的頭顱，安杰拉修女失踪了，第二天早上被發現被刺穿了。同時，麥肯齊試圖離開大家，想要找到一架墜毀的載有钻石的飛機。當他們偶然發現飛機時，他們遭到一群食人族的襲擊。唐納德和瑪吉被綁架了。其他人赶到目睹这一切但为时已晚。他們一找到食人村，食人族就殺死了薩爾瓦托雷並俘虜了伊莎貝爾。馬克和艾曼妞設法逃脫，卻眼睜睜地看著麥肯齊一家被殘忍地殺害，伊莎貝爾被部落受精準備作为祭祀品。為了救伊莎貝爾，艾曼妞在她身上畫上了部落符號，讓原住民相信她是他們的水神，並帶著伊莎貝爾下水，馬克在快艇上等候。馬克、艾曼妞和伊莎貝爾被原住民用長矛追擊，但仍然毫髮無損地逃脫了。

## 演员
- 蘿拉·耿瑟（英语：Laura Gemser） 飾 艾曼妞
- 蓋布爾·亭蒂（英语：Gabriele Tinti (actor)） 飾 馬克·萊斯特教授
- 妮芙思·納瓦羅（英语：Nieves Navarro） 飾 瑪吉·麥肯齊
- 唐納德·奧布賴恩（英语：Donald O'Brien (actor)） 飾 唐納德·麥肯齊
- 珀西·霍根（Percy Hogan） 飾 薩爾瓦托雷
- 蒙妮卡·贊基（Mónica Zanchi） 飾 伊莎貝爾·威爾克斯
- 安娜瑪麗亞·克萊門蒂（Annamaria Clementi） 飾 安杰拉修女
- 傑佛瑞·科普勒斯頓（英语：Geoffrey Copleston） 飾 威爾克斯

## 脚注
1. 1 2 3 4  Badder, David. . Monthly Film Bulletin. Vol. 45 no. 528 (British Film Institute). 1978: 133. ISSN 0027-0407.
2. 1 2  Palmerini, Luca M.; Mistretta, Gaetano (1996). "Spaghetti Nightmares". Fantasma Books. p. 77.ISBN 0963498274.
3. 1 2  Stine 2001，第106頁.